# Shamela
Shamela, de títol complet An Apology for the Life of Mrs. Shamela Andrews, és una breu novel·la paròdica escrita en 1741 sota pseudònim per Henry Fielding com a burla de l'enorme èxit obtingut pel llibre del seu rival, Samuel Richardson, Pamela. Al llibre s'explica una versió alternativa dels fets d'aquesta obra on la protagonista ja no és virtuosa sinó culpable de tots els fets que narra Richardson. L'èxit de Shamela va fer aparèixer altres paròdies de Pamela.
A l'obra de Richardson, Pamela és una serventa que defensa la seva virtut dels intents del seu amo per tenir relacions sexuals il·lícites. Es refugia en la religió com a defensa dels atacs de l'home fins que aquest es commou i s'enamora d'ella. Per contra, Shamela és una noia que busca només ascendir socialment i que fingeix ser casta per ensarronar el seu amo i casar-s'hi per accedir a la seva fortuna. Mentrestant manté una aventura amb un reverend i pacta amb altres criats de la casa. El nom de la noia, Shamela, és una corrupció de Pamela i de "shame", vergonya en anglès i indica l'opinió que mereix al seu creador.
La història es narra a partir de cartes de la protagonista, imitant la forma epistolar de l'original. L'estil, però, és molt més planer i sincer, buscant la versemblança de la classe social de la noia i apropant-se així al lector. Critica així els passatges més afectats de Richardson, on la noia trenca l'acció per posar-se a escriure cartes en un estil molt elevat.
El llibre no solament fa befa de la novel·la de Richardson, sinó de tota la hipocresia de l'època a Anglaterra, on sota l'aparença de conductes perfectes s'amaguen intencions menys nobles i la suposada innocència de la religió és en realitat un paraigües per cometre abusos (d'aquí la figura negativa de l'amant, un capellà). Davant la declarada intenció didàctica i moral de Richardson, Fielding pretén divertir el seu públic i criticar la falsedat que impera a la literatura destinada a joves i dones, una nova classe lectora que al segle xviii estava esdevenint majoritària.
L'autor s'inscriu en el moviment del llibertinatge per reclamar la individualitat, el dret a decidir la pròpia conducta davant les normes socials, sancionades per la comunitat i l'església. La virtut femenina a l'època estava gairebé únicament lligada a mantenir la virginitat abans del matrimoni. Fileding denuncia que els valors morals van més enllà del comportament sexual. Malgrat que és obvi que la protagonista està descrita amb una mirada negativa, ella és culpable, adúltera i conspiradora, també apareix com una noia poc instruïda a qui tots els homes miren solament com un objecte sexual. És doncs aquesta sexualitat el que ella té com a arma per prosperar en el món.
Amb aquesta paròdia Fielding, qui mai va admetre ser-ne l'autor, inaugura el vessant còmic d'èxit de les novel·les posteriors. Els jocs de paraules, acudits i llenguatge directe es mantindrien com a recursos de comicitat. El vessant còmic, però, també té un efecte social: ridiculitza l'ascens de classe de Pamela, tornant-lo més impossible per inversemblant. Aquí hom veu una reacció fruit dels orígens burgesos de l'autor.